# Heino Falcke
Heino Falcke (Colònia, 1966) és un professor alemany de radioastronomia i física d'astropartícules a la Universitat de Radboud, Nimega. Va ser guanyador del Premi Spinoza 2011. El seu principal camp d'estudi són els forats negres. El 2013, un equip sota el seu lideratge va obtenir una beca de recerca de 14 milions d'euros del Consell Europeu de Recerca per a estudis addicionals sobre els forats negres.

## Carrera
Va estudiar física a les universitats de Colònia i Bonn i es va graduar el 1992. Va obtenir un altre doctorat summa cum laude el 1994 a la Universitat de Bonn. Falcke va treballar posteriorment com a científic per a l'Institut Max Planck de Radioastronomia de Bonn, la Universitat de Maryland i la Universitat d'Arizona.
Falcke va guanyar el Premi Ludwig Biermann per a joves astrònoms del Astronomische Gesellschaft alemany el 2000.
El 2003, es va convertir en professor adjunt de radioastronomia i física d'astropartícules a la Universitat de Radboud a Nijmegen. També va començar a treballar per l'ASTRON, l'institut de radioastronomia dels Països Baixos. El 2007 es va convertir en professor titular a Nijmegen.
El 2006, Falcke va guanyar el Premi de l'Acadèmia de Ciències i Humanitats de Berlín-Brandenburg.
Falcke va rebre una subvenció de recerca avançada del Consell Europeu de Recerca de 3,5 milions d'euros el 2008. El 2011, va ser un dels tres guanyadors del Premi Holandès Spinoza i va rebre una subvenció de 2,5 milions d'euros. L'Organització de Recerca Científica dels Països Baixos, va elogiar a Falcke per proporcionar nous coneixements sobre els forats negres. El citaven com una de les principals forces darrere del radiotelescopi LOFAR. Falcke va treballar en el disseny del telescopi.
El 2013, Falcke, com a principal científic d'un equip, va rebre una subvenció del Consell Europeu de Recerca Sinergia de 14 milions d'euros. La subvenció estava destinada a estudis addicionals sobre forats negres, específicament Sagitari A *. L'objectiu era construir una càmera forat negre amb la subvenció. Això permetria provar la teoria general de la relativitat d'Albert Einstein creant una imatge de l'horitzó d'esdeveniments. Aquest projecte va culminar amb el projecte Event Horizon Telescope, del qual ell mateix presideix el Consell Científic de l'EHT. El 10 d'abril de 2019, va anunciar que el projecte havia aconseguit visualitzar els forats negres al centre de la Via Làctica (Sagitari A) i M87.
Des de 2014, Falcke ha estat membre de la Reial Acadèmia d'Arts i Ciències dels Països Baixos.

## Recerca
Falcke està involucrat en l'astronomia teòrica, així com en estudis observacionals i experimentals. A més del seu treball amb LOFAR, també està involucrat en el desenvolupament de la Matriu de Quilòmetres Quadrats.
El 2000 va predir que seria possible realitzar mesuraments prop de la vora d'un forat negre. Quatre anys més tard, el seu equip va aconseguir fer-ho. El 2013, Falcke, juntament amb Luciano Rezzolla, de l'Institut Max Planck de Física Gravitacional, va proposar que els blitzars podrien ser una explicació per a les explosions de ràdio ràpides. Es produirien explosions quan un estel de neutrons en rotació supramasiva es ralenteix prou, perd el seu camp magnètic i després es converteix en un forat negre.
Falcke va predir que prop de les vores d'un forat negre hi hauria una "ombra de forat negre" que podria ser detectada per un radiotelescopi. Aquesta ombra va ser finalment observada amb el telescopi Event Horizon.
Falcke desitja col·locar un raditelescopi en la Lluna i ha treballat amb investigadors de la NASA i l'Agència Espacial Europea per dissenyar un pla per a que això succeeixi.

## Vida personal
Falcke és un cristià devot i serveix com a pastor laic a l'Església Protestant als Països Baixos. Ell veu la seva fe com una forma d'aconseguir un descans intern, així com una motivació per conduir la ciència.

## La primera foto d'un forat negre
Falcke, professor d'astrofísica a la Universitat Radboud a Holanda, va ser qui va proposar inicialment en la dècada dels 90 la idea de combinar el poder d'observatoris a milers de quilòmetres de distància per transformar la Terra en un telescopi virtual i aconseguir alguna cosa que semblava impossible: captar la primera imatge real d'un forat negre.
La primera fotografia d'un forat negre va ser possible gràcies a una experta en ciències de la computació de 29 anys que va ajudar a crear l'algorisme amb el qual es va crear la imatge. Katie Bouman va liderar el desenvolupament d'un programa informàtic amb el qual es va obtenir la impressionant foto.